# Армија Мадагаскара
Армија Мадагаскара национална војска Мадагаскара . ИИСС је детаљно описао оружане снаге у 2012. као што су војска од 12.500+, морнарица од 500 и ваздухопловство од 500 припадника. 
Оружане снаге су биле укључене у политичку кризу у Мадагаскару 2009 . Током Другог светског рата , малгашке трупе су се бориле у Француској , Мароку и Сирији .

## Историја
Успон централизованих краљевстава међу Сакалавом , Мерином и другим етничким групама произвео је прве стајаће армије на острву, прво опремљене копљима, али касније мускетама, топовима и другим ватреним оружјем. Краљ Раламбо (1575–1612) подигао је прву стајаћу војску у планинском краљевству Имерина са прегршт пушака, иако је најмање два века војске Сакалаве биле много веће и боље опремљене, поседујући хиљаде мускета набављених углавном трговином са европским партнерима.  Међутим, почетком 19. века војска Краљевине Имерине успела је да стави већи део острва под контролу Мерине.
Мерина, краљица Ранавалона, као и њени претходници, користила је традицију фанампоане (служба која припада суверену уместо пореза) да регрутује велики део становништва Имерине у војну службу, омогућавајући краљици да подигне сталну војску која се процењује на 20.000 до 30.000 војника.  До краја 19. века француски планови за колонизацију Мадагаскара су добијали на замаху, што је довело до тога да британски плаћеници обезбеђују обуку краљичиној војсци у неуспешном покушају да одбију француске трупе. Мадагаскар је колонизован 1896. године, а током Другог светског рата преко 46.000 малгашких војника је регрутовано да се боре са савезницима, од којих је преко 2.000 погинуло борећи се за Француску. 
Мадагаскар је стекао политичку независност и суверенитет над својом војском 1960. Од тада Мадагаскар никада није учествовао у оружаном сукобу, било против друге државе или унутар својих граница. Као такве, оружане снаге Мадагаскара су првенствено имале мировну улогу. Међутим, војска је повремено интервенисала да успостави ред током периода политичких немира. Када је председник Пхилиберт Тсиранана био приморан да се повуче 1972. године, војна управа је обезбедила привремену владу пре него што је именовала једног од својих, адмирала Дидијеа Ратсираку , да води земљу у њену социјалистичку Другу републику. Покренуо је стратегију обавезне националне оружане или државне службе за све младе грађане без обзира на пол. Већина је каналисана у државну службу, укључујући пољопривреду и образовне програме за рурални развој засноване на социјалистичком совјетском моделу.  Ратсирака би такође мобилисао елементе војске да пацификују ненаоружане демонстранте, повремено користећи насилна средства. Његова наредба да се пуца на ненаоружане демонстранте 1989. била је катализатор за транзицију у демократску Трећу републику 1992. Војска је остала углавном неутрална током дуготрајног сукоба између садашњег председника Ратсираке и изазивача Марка Раваломанане на спорним председничким изборима 2001.. Насупрот томе, 2009. године један део војске прешао је на страну Андрија Рахоелине , тадашњег градоначелника Антананарива , у знак подршке његовом покушају да принуди председника Раваломанану са власти. Раширено је веровање да су исплате биле укључене у убеђивање ових војних лица да промене табор у знак подршке државном удару . 
Од 2010. године, војска Мадагаскара се састоји од 8.100 припадника паравојних припадника Националне жандармерије и 13.500 припадника Оружаних снага. Према Међународном институту за стратешке студије војни баланс из 2010. године, овај други укључује војску од 12.500, морнарицу од 500 и ваздухопловство од 500 војника, док ЦИА Фацтбоок описује да се Оружане снаге састоје од Интервентних снага, Ваздухопловних снага (морнарица и ваздухопловство) и Развојних снага. Служење војске је добровољно и ограничено на мушкарце од 18 до 25 година; сваки грађанин било ког пола мора да обавља војну или цивилну службу најмање 18 месеци. Међутим, због недостатка ажурних пописних података, овај захтев се тренутно не примењује. Жандармерија регрутује држављане Мадагаске старости између 20 и 30 година (или 35 година ако је регрут претходно служио војни рок). Војни трошкови су чинили нешто више од једног процента БДП-а.  Под Раваломананом, војни расходи су се удвостручили са 54 милиона УСД у 2006. на 103 милиона УСД у 2008. 